# Caesaromysis hispida
Caesaromysis hispida is een aasgarnalensoort uit de familie van de Mysidae. De wetenschappelijke naam van de soort is voor het eerst geldig gepubliceerd in 1893 door Ortmann.